# Gavota

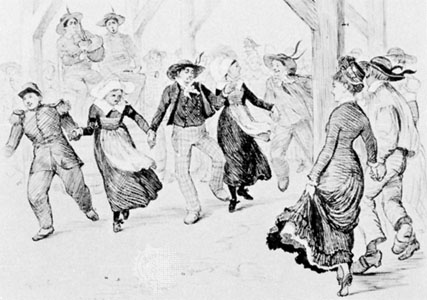
Bretonci tančí gavotu (1878)

Gavota (gavotte) je starý francouzský tanec zpravidla v sudém taktu (4/4 nebo 2/2) a s dvoučtvrťovým předtaktím. Jeho tempo zpravidla je mírné, tedy ani příliš rychlé, ani vyloženě pomalé. Nejstarší dochovaný popis gavoty zanechal Thoinot Arbeau v roce 1589. Jako lidový tanec se gavota dodnes tančí v Bretani.
V bretonských tancích se jedná o řadový (či kruhový) tanec na osm dob, obvykle s jednou synkopou (zdvojený krok) a jednou dobou (zpravidla osmou) vynechanou. Jedná se např. o tance Laridé gavotte, Kost ar C'hoat, Gavotte de Montagne, etc…

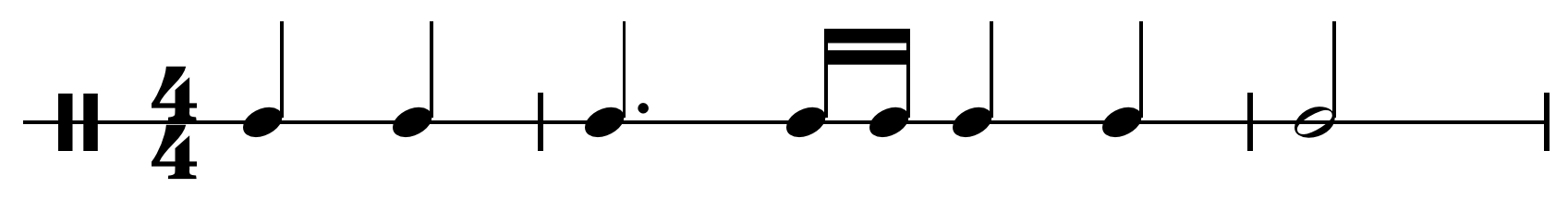
Rytmus gavoty